# Brugia malayi

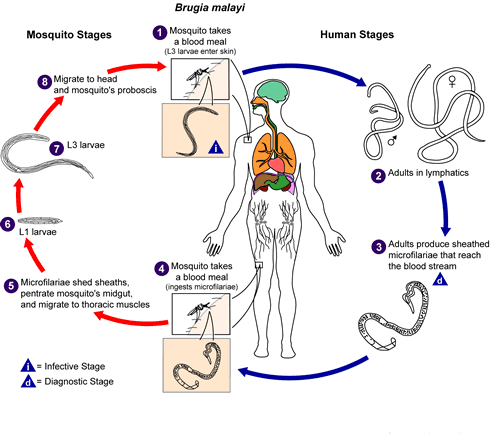
Brugia malayis livscykel.

Brugia malayi är en rundmask, en av de tre arterna som orsakar lymfatisk filariasis hos människor. Lymfatisk filariasis är en sjukdom som karaktäriseras av uppsvällda ben.
B. malayi överförs av myggor. Dess utbredningsområde är Sydasien och Sydostasien. Detta är en av de tropiska sjukdomar som Världshälsoorganisationen har föresatt sig att utplåna till år 2020. Detta har i sin tur stimulerat utveckling av vacciner, mediciner och metoder att hålla tillbaka myggorna som sprider dessa rundmaskar.
De viktigaste spridarna är myggor i släktena Mansonia, Anopheles och Aedes. För att få sjukdomen krävs det att man får åtminstone flera hundra infekterande stick.
B. malayi infekterar 13 miljoner människor och står därmed för 10% av det totala antalet fall av lymfatisk filariasis i världen.